# 中綴じ

中綴じ用ステープラー

中綴じ（なかとじ）とは、製本の方式の一つ。本を開いた状態の紙（通常1枚で4ページ分となる）を重ね、中央部分に沿って針金（ステッチ）にて止める。
週刊誌、漫画雑誌、マニュアル（取扱説明書）、会報、パンフレット、リーフレットなどでよく用いられる。用紙の厚みの関係で、ページ数の多いものには向いていない。総ページ数は表紙を含めて4の倍数ページとなる。ただし、2ページ（ペラ）を追加する場合は、4ページののどに、貼りこむ。ノートや通帳などページを開いた状態で使うものにも使われる。折り曲げた状態で裁断されるため、ページによって広さが変わり、中心部のページほど狭く、外側のページほど広い。
一番開きやすい真ん中のページの見開きのことをセンターフォールドと言い、男性向け雑誌ではイチ推しのモデル・女優の写真が掲載されるのが通例となっている。バブル期に発刊されていた、週刊のアルバイト求人誌「FromA」は、出稿の増加が続いてページが増え続け、ついに中綴じで編集・製本できる限界を超えてしまい、週2回の刊行に変更された。